# Kraków Peninsula
Kraków Peninsula är en udde i Antarktis. Den ligger i Sydshetlandsöarna. Argentina, Chile och Storbritannien gör anspråk på området.
Terrängen inåt land är huvudsakligen kuperad, men den allra närmaste omgivningen är platt. Trakten är glest befolkad. Närmaste befolkade plats är Commandante Ferraz Station, 8,8 kilometer nordväst om Kraków Peninsula. 